# Cryptacarus tuberculatus
Cryptacarus tuberculatus är en kvalsterart som beskrevs av Csiszár 1961. Cryptacarus tuberculatus ingår i släktet Cryptacarus och familjen Lohmanniidae. Inga underarter finns listade i Catalogue of Life.